# أندرو جونستون (لاعب غولف)
أندرو جونستون (بالإنجليزية: Andrew Johnston) هو لاعب غولف بريطاني، ولد في 18 فبراير 1989 في لندن في المملكة المتحدة.

## وصلات خارجية
- أندرو جونستون على موقع رابطة لاعبي الغولف المحترفين (الإنجليزية)
- أندرو جونستون على موقع رابطة أوروبا للاعبي الغولف المحترفين (الإنجليزية)
- أندرو جونستون على موقع التصنيف العالمي الرسمي للغولف (الإنجليزية)